# Clément Ducos
Pour les articles homonymes, voir Ducos.
Clément Ducos, né le 4 mars 2001 à Pessac, est un athlète français, spécialiste du 400 m et du 400 m haies.

## Biographie
Clément Ducos commence l'athlétisme par le lancer de javelot. Il est finaliste du Festival olympique de la jeunesse européenne 2017 dans cette discipline. Il se met ensuite au 400 mètres haies au Bordeaux Étudiants Club, entraîné par Camille Bechet.
À la surprise générale, il remporte le 400 m des championnats de France en salle 2022. 
Il déménage au Texas puis rejoint l'Université du Tennessee et concourt notamment sur le 4 × 400 m et 400 m haies sur des compétitions nationales américaines.
Le 5 avril 2024 à Knoxville, il porte son record personnel sur 400 m haies à 49 s 03, s’acquittant des minimas pour les championnats d’Europe de Rome. Le 12 avril 2024 à Gainesville, il améliore son record personnel en descendant pour la première fois sous les 49 secondes en 48 s 26. Il devient à cette occasion le 5e meilleur performeur français de tous les temps sur 400 m haies et réalise les minimas qualificatifs pour les Jeux olympiques de Paris. Le 11 mai 2024 à Gainesville, il réalise le temps de 47 s 69 mais il est disqualifié.
Début juin 2024 lors de la finale du championnat NCAA d'athlétisme, il se blesse au muscle ischio-jambier, dont il se remet rapidement.
Au 400 mètres haies masculin aux Jeux olympiques d'été de 2024, il marque le deuxième meilleur temps des séries après Karsten Warholm en battant son record personnel de 57 centièmes de seconde. Il termine 4e de la finale.

## Palmarès

### International
| Date | Compétition                                  | Lieu  | Résultat | Épreuve      | Marque        |
| ---- | -------------------------------------------- | ----- | -------- | ------------ | ------------- |
| 2017 | Festival olympique de la jeunesse européenne | Győr  | 8e       | Javelot      | 56,95 m       |
| 2017 | Festival olympique de la jeunesse européenne | Győr  | 8e       | 400 m haies  | 1 min 52 s 93 |
| 2017 | Festival olympique de la jeunesse européenne | Győr  | 4e       | 4×100 mètres | 42 s 71       |
| 2018 | Championnats d'Europe jeunesse               | Győr  | ½ finale | 400 m haies  | 53 s 04       |
| 2023 | Championnats d'Europe espoirs                | Espoo | Finale   | 400 m haies  | DQ            |
| 2024 | Jeux olympiques                              | Paris | 4e       | 400 m haies  | 47 s 76       |

### National
| Date | Compétition                     | Lieu    | Résultat | Épreuve | Marque  |
| ---- | ------------------------------- | ------- | -------- | ------- | ------- |
| 2022 | Championnats de France en salle | Miramas | 1er      | 400 m   | 47 s 27 |

## Records
| Épreuve            | Temps   | Lieu         | Date            |
| ------------------ | ------- | ------------ | --------------- |
| 400 m              | 46 s 79 | Orlando      | 16 mars 2024    |
| 400 m piste courte | 46 s 92 | Fayetteville | 23 février 2024 |
| 400 m haies        | 47 s 42 | Chorzów      | 25 août 2024    |